# Miklóssy József
Miklóssy József (Szalánk (Szlovinka), 1792. március 20. – Eperjes, 1841. december 1.) magyar festő.

## Élete
Előbb görögkatolikus szerzetes, majd Bécsben kántor volt, itt egyben festeni is tanult. Eperjesre telepedve mint a görögkatolikus püspök udvari festője. Arcképeken kívül nagyszámú ikonosztázisz-képet festett Abaúj, Sáros, Zemplén templomai számára, a hagyományos, rítushoz kötött stílusban.